# Церквеняк
Церквеняк (словен. Cerkvenjak) — поселення в общині Церквеняк, Подравський регіон‎, Словенія.